# 吉川忠英
吉川 忠英（よしかわ ちゅうえい、1947年3月27日 - ）は、日本のシンガーソングライター・ギタリスト・作曲家・編曲家。東京都杉並区荻窪出身。本名は「ただひで」。血液型A型。慶應義塾志木高等学校、慶應義塾大学経済学部卒業。

## 来歴
祖父は昭和初期の渋谷駅の駅長で、ハチ公を世話したことで知られる吉川忠一。（鉄道省に勤務しており、映画『ハチ公物語』で田村高廣が演じた古川駅長のモデル。）父が外科医だった影響で、いつかは自分も医者になるだろうとおぼろげに思いつつも幼少期から音楽を愛好し、小学生の頃に父に買ってもらったウクレレを弾いたり、鼓笛隊では小太鼓を担当していた。
外科医を目指すべく高校2年時に慶應義塾志木高等学校へ編入。そこでギターに出会う。瀬戸龍介（THE NEW FRONTIERS”“EAST”のリーダー&Vocal）と知り合い、ギターや歌を学ぶ。
1967年、慶應義塾大学経済学部在学中にフォーク・グループ「THE NEW FRONTIERS」に加入。学業と練習・公演を両立し、1969年、同大学卒業後に明治生命保険相互会社（現：明治安田生命保険）に入社。勤務を続けながらでのコンサート活動を開始するも、同年の12月末に退社。
1971年、フォーク・グループ「THE NEW FRONTIERS」のメンバーとして渡米。「EAST」と改名して、米国キャピトル・レコード社より全米デビューアルバム『EAST』を発売。
帰国後、石川鷹彦のホームスタジオでデモテープを沢山作り、1974年に日本コロムビアからシンガーソングライターとして日本でのアルバムデビュー。同時にスタジオ・ミュージシャン、アレンジャー、プロデューサーとしての活動を開始。アコースティックギターの第一人者として、大滝詠一・中島みゆき・松任谷由実・福山雅治・夏川りみ・加山雄三・Chageなど、ニューミュージック系のアーティストを中心に数多くのレコーディングやコンサートに参加。
近年では、福山雅治『福山エンヂニヤリング」サウンドトラック The Golden Oldies』、『岡本おさみアコースティックパーティーwith吉川忠英』、夏川りみ『南風』などのアコースティックアルバムをプロデュースしている。
毎年、北海道から沖縄まで、全国ソロライブツアーも精力的に行い、季刊誌『ACOUSTIC GUITAR MAGAZINE』（リットーミュージック）に「チューエイのスタジオ日記」を連載中。MartinとYAMAHAより、「Chuei Model」ギターを発売。

## ディスコグラフィ

### ソロ

#### シングル
| 発売日                   | 規格                     | 規格品番                 | 面                       | タイトル                 | 作詞                                   | 作曲                        | 編曲                     |
| 日本コロムビア / BLOW UP | 日本コロムビア / BLOW UP | 日本コロムビア / BLOW UP | 日本コロムビア / BLOW UP | 日本コロムビア / BLOW UP | 日本コロムビア / BLOW UP               | 日本コロムビア / BLOW UP    | 日本コロムビア / BLOW UP |
| ------------------------ | ------------------------ | ------------------------ | ------------------------ | ------------------------ | -------------------------------------- | --------------------------- | ------------------------ |
| 1974年10月1日            | EP                       | CD-232                   | A                        | 夢が少しづつ             | 関真次                                 | 吉川忠英                    | 吉川忠英                 |
| 1974年10月1日            | EP                       | CD-232                   | B                        | 雨あがり                 | 関真次                                 | 吉川忠英                    | 吉川忠英                 |
| 1975年4月                | EP                       | CD-244                   | A                        | 悲しい歌は唄わない       | 吉川忠英                               | 吉川忠英                    | 吉川忠英                 |
| 1975年4月                | EP                       | CD-244                   | B                        | 君への歌                 | 名嘉元秀磨                             | 吉川忠英                    | 吉川忠英                 |
| 1976年10月               | EP                       | LK-23                    | A                        | 夜更けのトマトジュース   | 関真次                                 | 吉川忠英                    | ラストショウ             |
| 1976年10月               | EP                       | LK-23                    | B                        | 陽ざしの中で             | 関真次                                 | 吉川忠英                    | ラストショウ             |
| 1979年7月                | EP                       | LK-109                   | A                        | Silverbird               | T.McTully R.Wilson C.Harris 訳）牧遊人 | T.McTully R.Wilson C.Harris | 井上鑑                   |
| 1979年7月                | EP                       | LK-109                   | B                        | ぬくもり                 | 牧遊人                                 | 吉川忠英                    | 井上鑑                   |
| クラウンレコード / PANAM |                          |                          |                          |                          |                                        |                             |                          |
| 1981年8月5日             | EP                       | CWP-14                   | A                        | 親父の四季               | 及川恒平                               | チト河内                    | チト河内                 |
| 1981年8月5日             | EP                       | CWP-14                   | B                        | FLYIN' HIGH              | 牧遊人                                 | 吉川忠英                    | 徳武弘文                 |

#### アルバム
| 発売日                   | 規格                     | 規格品番                 | タイトル |
| 日本コロムビア / BLOW UP | 日本コロムビア / BLOW UP | 日本コロムビア / BLOW UP | 日本コロムビア / BLOW UP |
| ------------------------ | ------------------------ | ------------------------ | --- |
| 1974年10月25日           | LP                       | CD-7121                  | こころ Side:A 1. 夢が少しづつ 2. 野良犬 3. 古い時計の 4. ふとんのぬくもり 5. 今だけは Side:B 1. こころ 2. 僕は帰ろう 3. 雨あがり 4. 日曜日の午後 5. 二人の部屋で 6. 青い空 |
| 2008年1月23日            | CD                       | COCA-71155               | こころ Side:A 1. 夢が少しづつ 2. 野良犬 3. 古い時計の 4. ふとんのぬくもり 5. 今だけは Side:B 1. こころ 2. 僕は帰ろう 3. 雨あがり 4. 日曜日の午後 5. 二人の部屋で 6. 青い空 |
| 2012年9月20日            | CD-R                     | CORR-10821               | こころ Side:A 1. 夢が少しづつ 2. 野良犬 3. 古い時計の 4. ふとんのぬくもり 5. 今だけは Side:B 1. こころ 2. 僕は帰ろう 3. 雨あがり 4. 日曜日の午後 5. 二人の部屋で 6. 青い空 |
| 1975年                   | LP                       | CD-7147                  | 街角 Side:A 1. 春はかげろう 2. 海辺にて 3. 君への歌 4. 顔 5. 街角 Side:B 1. いつのまにか 2. 都会の夢 3. 動物園 4. Walking Geese 5. 悲しい歌は唄わない |
| 2012年9月20日            | CD-R                     | CORR-10822               | 街角 Side:A 1. 春はかげろう 2. 海辺にて 3. 君への歌 4. 顔 5. 街角 Side:B 1. いつのまにか 2. 都会の夢 3. 動物園 4. Walking Geese 5. 悲しい歌は唄わない |
| 1976年10月25日           | LP                       | LQ-7022                  | chuei#29 Side:A 1. 踏まれた草のように (3:44) 2. 青春の階段 (3:41) 3. らぶれたあ (4:08) 4. おふくろ手製のドテラ（4:16） 5. 夜更けのトマトジュース (4:06) Side:B 1. 天国の扉 (3:12) 2. 陽ざしの中で (3:35) 3. おとうさんはある日 (3:56) 4. ウーマンリブ (5:06) 5. 家へ帰るのさ (4:23) 6. おやすみなさい (2:24) ボーナス・トラック 1. 掌の滑走路 (3:30) 2. 夢市場 (4:20) 3. ソンブレロ・ラプソディ (3:19) 4. サンシャイン・デイ (3:43) 5. さすらいの宇宙船 (3:51) |
| 2008年1月23日            | CD                       | COCA-71156               | chuei#29 Side:A 1. 踏まれた草のように (3:44) 2. 青春の階段 (3:41) 3. らぶれたあ (4:08) 4. おふくろ手製のドテラ（4:16） 5. 夜更けのトマトジュース (4:06) Side:B 1. 天国の扉 (3:12) 2. 陽ざしの中で (3:35) 3. おとうさんはある日 (3:56) 4. ウーマンリブ (5:06) 5. 家へ帰るのさ (4:23) 6. おやすみなさい (2:24) ボーナス・トラック 1. 掌の滑走路 (3:30) 2. 夢市場 (4:20) 3. ソンブレロ・ラプソディ (3:19) 4. サンシャイン・デイ (3:43) 5. さすらいの宇宙船 (3:51) |
| 2012年9月20日            | CD-R                     | CORR-10823               | chuei#29 Side:A 1. 踏まれた草のように (3:44) 2. 青春の階段 (3:41) 3. らぶれたあ (4:08) 4. おふくろ手製のドテラ（4:16） 5. 夜更けのトマトジュース (4:06) Side:B 1. 天国の扉 (3:12) 2. 陽ざしの中で (3:35) 3. おとうさんはある日 (3:56) 4. ウーマンリブ (5:06) 5. 家へ帰るのさ (4:23) 6. おやすみなさい (2:24) ボーナス・トラック 1. 掌の滑走路 (3:30) 2. 夢市場 (4:20) 3. ソンブレロ・ラプソディ (3:19) 4. サンシャイン・デイ (3:43) 5. さすらいの宇宙船 (3:51) |
| 1978年4月                | LP                       | LX-7037                  | ILLUSION Side:A 1. 驟雨 2. 掌の滑走路 3. 飛べないなんて 4. "カサブランカ"今も・・・ 5. プロペラ・プロペラ Side:B 1. 夢市場 2. CHANG-SAN 3. ソンブレロ・ラプソディ 4. サンシャイン・デイ 5. さすらいの宇宙船 |
| 2012年9月20日            | CD-R                     | CORR-10824               | ILLUSION Side:A 1. 驟雨 2. 掌の滑走路 3. 飛べないなんて 4. "カサブランカ"今も・・・ 5. プロペラ・プロペラ Side:B 1. 夢市場 2. CHANG-SAN 3. ソンブレロ・ラプソディ 4. サンシャイン・デイ 5. さすらいの宇宙船 |
| テイチク                 |                          |                          | |
| 1983年1月21日            | LP                       | TL-2                     | 素敵?そうでもないよ ※ 注記以外、編曲：難波正司 Side:A 1. おんなたち - 作詞：大沢孝子、作曲：浜口茂外也 2. ハーフタイム - 作詞：大沢孝子、作曲：かまやつひろし 3. コントラスト - 作詞：大沢孝子、作曲：呉田軽穂、中沢堅司 4. 譜面台のワルツ（インスト） - 作曲･編曲：今剛 5. 土曜日の夜と月曜の朝 - 作詞：大沢孝子、作曲：赤塩正樹、編曲：今剛 Side:B 1. ハルジョオン･ヒメジョオン - 作詞･作曲：松任谷由実 2. ミュージシャン - 作詞：呉田軽穂、作曲：高水健司 3. おやすみなさい - 作詞：関真次、作曲：吉川忠英 4. 陽ざしの中で - 作詞：関真次、作曲：吉川忠英 5. TWO IN LOVE - 作詞：有川正沙子、作曲・編曲：高水健司 |
| 1992年2月21日            | CD                       | TECN-18137               | 素敵?そうでもないよ ※ 注記以外、編曲：難波正司 Side:A 1. おんなたち - 作詞：大沢孝子、作曲：浜口茂外也 2. ハーフタイム - 作詞：大沢孝子、作曲：かまやつひろし 3. コントラスト - 作詞：大沢孝子、作曲：呉田軽穂、中沢堅司 4. 譜面台のワルツ（インスト） - 作曲･編曲：今剛 5. 土曜日の夜と月曜の朝 - 作詞：大沢孝子、作曲：赤塩正樹、編曲：今剛 Side:B 1. ハルジョオン･ヒメジョオン - 作詞･作曲：松任谷由実 2. ミュージシャン - 作詞：呉田軽穂、作曲：高水健司 3. おやすみなさい - 作詞：関真次、作曲：吉川忠英 4. 陽ざしの中で - 作詞：関真次、作曲：吉川忠英 5. TWO IN LOVE - 作詞：有川正沙子、作曲・編曲：高水健司 |
| ファンハウス             |                          |                          | |
| 1990年1月25日            | CD                       | FHCF-1007                | IN MY POCKET |
| オーマガトキ             |                          |                          | |
| 1996年9月21日            | CD                       | OMCA-1007                | 音の手紙 |
| ビクター/aosis records   |                          |                          | |
| 2000年4月21日            | CD                       | VICL-69003               | STARRY-EYED |
| 2000年10月21日           | CD                       | VICL-69020               | ARROWS |
| 2001年9月21日            | CD                       | VICL-69061               | Acoguist |
| オーマガトキ             |                          |                          | |
| 2007年5月30日            | CD                       | OMCA-1063                | Guitar by Guitar |
| ナユタ・レコーズ         |                          |                          | |
| 2011年3月3日             | CD                       | AZCD-1101                | AIRY FACE |
| 2011年3月3日             | CD                       | AZCD-1102                | AQUA FACE |

### 参加作品
- 『EAST』（EAST、1972年。米国キャピトル・レコード）
- 『LOVE 〜愛とは不幸をおそれないこと〜』（沢田研二、1978年12月1日、ポリドール （現ユニバーサルミュージック））
- 『音楽図鑑』（坂本龍一、1984年10月24日、ミディ）
- 『日本テレビ系水曜ドラマ 恋のバカンス オリジナル・サウンドトラック』（岩代太郎、1997年2月19日、東芝EMI）

#### R.E.M. Swimming Club Band featuring 吉川忠英
すべてファンハウス
- 『EBB TIDE－ひき潮』（1989年6月25日）
- 『SUMMER PLACE－夏の日の恋－』（1990年5月25日）
- 『RED SAILS－夕日に赤い帆－』（1991年6月25日）
- 『MOON－ムーンリバー－』（1992年5月25日）
- 『STAR－星に願いを－』（1992年11月16日）
- 『心の休日』（1993年5月2日）
- サウンドトラック
  - 『嘘つきは夫婦のはじまり』（1992年）
    - 日本テレビ制作テレビドラマ『嘘つきは夫婦のはじまり』オリジナル・サウンドトラック

#### 井上鑑とのジョイント
- 『にじ』（1997年、バップ SSPPレーベル）

#### 平安隆とのジョイント
- 『音遊(うとあし)び』（2001年、リスペクトレコード RES-54）

#### 我如子より子とのジョイント
- 『唄遊び』（2002年、リスペクトレコード RES-67）
- 『唄遊びⅡ』（2004年、リスペクトレコード RES-89）

#### HOOTENANNY with 吉川忠英
- 『HOOTENANNY with 吉川忠英』（2008年5月21日、ビクター VICL-62818）

#### THE NEW FRONTIERS
- 『THE NEW FRONTIERS sing THE KINGSTON TRIO』（2008年6月25日、ビクター VICL-62871）

## 主な作曲・編曲楽曲
- 1975年
  - とんぼちゃん「ひと足遅れの春」（編曲）
  - 布施明「陽ざしの中で」（作曲）
- 1976年
  - 天地真理　「ひこうき雲」「二月の風景画」（作曲）
- 1977年
  - 桃井かおり 「蜃気楼のように」（作曲・編曲）
- 1990年
  - 麗美 「TOWER OF VANITY」「MARRY ME」「ONE DAY VACATION」（編曲）
  - 鶴久政治「サイレント・クリスマス」（編曲）
- 1991年
  - 森山良子「ふたつの手の想い出」「今日の日はさようなら」（編曲）
  - ちあきなおみ「スタコイ東京」
  - 永井真理子 「ピンクの魚よ」（作曲・編曲）
  - グラシェラ・スサーナ&サンドラ「時計」「あなたのすべてを」
- 1993年
  - 平井菜水「心の中にいるよ」（編曲）
  - ビリー・バンバン「遅すぎた季節」（編曲）
- 1995年
  - 小沢健二「カローラIIにのって」（編曲）
- 1998年
  - 岡本南「風とかくれんぼ」（編曲）
- 2000年
  - 福山雅治「春夏秋冬」（編曲）
- 2002年
  - 夏川りみ
    - 「南風」（アルバム編曲）
    - 「心のかたち」（作曲・編曲）
    - 「月のかほり」（編曲）

  - 我如古より子「唄遊び」（アルバム編曲）
  - 前川清「雨を聞きながら」（編曲）
- 2003年
  - 酒井俊「君に捧げるラブソング」（編曲）
  - 夏川りみ「道しるべ」「鉛筆画の瞳」（作曲・編曲）
  - Rythem「ハルモニア」（編曲）
- 2004年
  - 鳥羽一郎「ルビーの指環」「あんたのバラード」（カバー編曲）
  - 山田パンダ「太陽が燃えている」（アルバム「Re-Cover」編曲）
  - 夏川りみ「月の虹」「ゆいま〜る」 （作曲・編曲）
- 2005年
  - 夏川りみ「千春坂」「微笑みにして」（編曲）
  - 福山雅治「HOMMAGE」（編曲）
  - 平原綾香「桜坂」 （編曲）
- 2006年
  - 山田パンダ「浅草日記」「林檎の花の樹の下で」（編曲）
  - マイク眞木 「ありがとう」（編曲）
  - ピンクレディ 「リルケの詩集」「あなたはその後」 （編曲）
- 2007年
  - イダセイコ 「がんばりすぎなくていいよ」「初恋」（編曲）
  - 川嶋あい「足跡」「救世種」編曲）
- 2009年
  - トワ・エ・モワ「白いサンゴ礁」（阿久悠トリビュート・アルバムより）
  - CHAGE「Many Happy Returns」（アルバム編曲）

## CM
- 1990年
  - パルコ「バーゲン」
- 1991年
  - 東京証券「企業CM」
  - 出光興産「企業CM」（作曲/Vo.）
- 1992年
  - 日立「照明やすらぎ」（作曲/Vo.）
- 1993年
  - エリエール「ティッシュ」（Vo.）
- 1994年
  - 三菱地所「企業CM」
  - JT「MILD SEVEN LIGHT」（編曲）
- 1995年
  - VOLKS WAGEN AUDI NIPPON（Voのみ）
- 1996年
  - キリンビバレッジ「午後の紅茶」（Voのみ）
  - SONY「ハンディカム TR555」（作曲）
  - セイコージュエリー「ロイヤルアッシャーダイヤモンド」（作曲）
- 1998年
  - 大正製薬「アイリス」（作曲/編曲）
  - 日産自動車「海外向け企業CM」
- 1999年
  - タケダ「ハイシーBメイト」
  - 日本自動車振興会「KEIRIN」
  - 味の素「ヴァージンオリーブオイル」
- 2000年
  - 日本コカ・コーラ
    - 「紅茶花伝」（作曲/編曲）
    - 「爽健美茶」（編曲）

  - SANKYO（作曲/編曲）
- 2001年
  - 「国際証券」（作曲/編曲）
  - NTT「L-mode」（作曲/編曲）
- 2003年
  - NTT「L-mode」（作曲/編曲）
- 2005年
  - KIRIN「まろやか酵母」（編曲）
  - 「新潟宝くじ」（作曲/編曲）
  - 公共広告機構「環境省チームマイナス6%」（作曲/編曲）
- 2007年
  - AEON「母の日・父の日」（作曲/編曲）
  - 野村證券「野村ファンドマップ」（作曲/編曲）
  - 全日空「Over the Rainbow」（編曲）
  - 日清食品「企業編」（作曲/編曲）